# Williams Velásquez
Williams Daniel Velásquez Reyes (Caracas, 4 aprile 1997) è un calciatore venezuelano, difensore dell'Universidad Central.

## Caratteristiche tecniche
È un difensore centrale.

## Carriera

### Nazionale
Con la nazionale Under-20 venezuelana ha preso parte al campionato sudamericano 2017 ed al campionato mondiale 2017.